# Andrew Strauss
Sir Andrew Strauss, OBE (* 2. März 1977 in Johannesburg), ist ein ehemaliger englischer Cricketspieler. Zwischen Sommer 2006 und August 2012 war er mit Unterbrechungen Kapitän der englischen Nationalmannschaft. Am 29. August 2012 trat er vom professionellen Cricket zurück.

## Aktive Sportliche Karriere
Strauss ist ein linkshändiger Batsman und spielte für England in der Rolle einer der beiden opening batsmen. National spielte er für den Middlesex County Cricket Club, dessen Kapitän er auch zwischen 2002 und 2004 war. Sein Test-Match-Debüt gab er im Mai 2004 auf Lord’s gegen Neuseeland. In diesem Match wurde er der erst vierte Spieler, der bei seinem Debüt in Lord’s einen Century erzielte. Im Jahr 2005 gehörte er zum englischen Team, das zum ersten Mal seit 18 Jahren wieder die Ashes für England gewinnen konnte. Als Kapitän des Teams gewann er mit England 2009 erneut die Ashes zurück. Er war auch Kapitän des Eintages- und Twenty20-Teams von England, spielt aber in seinen letzten Karrierejahren international ausschließlich Testcricket. Bis zum Januar 2010 erreichte er in 71 Test-Matches insgesamt 5.436 Runs und 18 Centurys, bei einem Durchschnitt von 43,48 Runs/Wicket. Im August trat er als amtierender Kapitän der englischen Testcricket-Nationalmannschaft und nachdem er seinen 100. Test bestritten hatte von allen Formen des Cricket endgültig zurück.

## Director of Cricket
Am 9. Mai 2015 berief das England and Wales Cricket Board (ECB) Andrew Strauss offiziell zum Director of Cricket und machte ihn verantwortlich für die langfristige Strategie der englischen Cricket-Nationalmannschaft und die Schaffung einer dafür notwendigen Management- und Trainerstruktur. Da nur eine Stunde nach dieser Ernennung Peter Moores als Cheftrainer der Nationalmannschaft entlassen wurde und er Posten nur mit einem Übergangstrainer besetzt wurde, wird die Auswahl eines neuen Cheftrainers zu Strauss’ ersten Aufgaben gehören. Am 3. Oktober 2018 gab er seinen Rücktritt als Director of Cricket bekannt.

## Auszeichnungen
Im Jahr 2005 war er einer der fünf Wisden Cricketers of the Year. Als Mitglied des erfolgreichen Ashes-Teams von 2005 wurde er als Member in den Order of the British Empire aufgenommen, 2011 erhielt er die nächsthöhere Stufe des Ordens.